# ملا بختيار
حكمت محمد كريم أو ملا بختيار من المعارضين ومثقفي الكرد ومن الكتاب النشطاء في السياسية والكفاح المسلح والنشاط الجماهيري، ولد في خانقين، وانضم إلى صفوف العصبة الماركسية اللينينية الكوردستانية في عام 1970، وشارك بتمرد 1974.

## مناصبه
أهم المناصب السياسية التي تولها ملا بختيار منذ عام 1975:
- عضو قيادة عصبة كادحي كوردستان.
- عضو قيادة الاتحاد الوطني الكردستاني
- قائد المنطقة الإقليمية في حلبجة.
- رئيس مركز تنظيمات السليمانية للاتحاد الوطني الكردستاني.
- أحد أعضاء فريق التفاوض الكردي مع النظام العراقي.
- شارك في الانتفاضة الشعبانية.
- شارك في مؤتمر الأحزاب السياسية المعارضة في فيينا.
- ترشح لبرلمان إٌقليم كردستان في عام 1992.
- استلم منصب رئيس مكتب المنظمات الديمقراطية في الاتحاد الوطني الكردستاني.
- رئيس اللجنة الأولمبية في كردستان.
- شغل منصب عضو برلمان كردستان في عام 1995.
- مشرف على الإعلام المركزي في الاتحاد الوطني الكردستاني.
- شارك في مؤتمر المعارضة العراقية لعام 1999 في نيويورك.
- وفي عام 2001 أصبح عضواً في المكتب السياسي للاتحاد الوطني الكردستاني.
- وفي نهاية عام 2002 شارك في اجتماعات المعارضة العراقية في دبلن.
- أصبح عضو الهيئة العاملة لللمكتب السياسي للاتحاد الوطني الكردستاني في عام 2009.
- أصبح مسؤول الهيئة للمكتب السياسي للاتحاد الوطني الكردستاني لعام 2010.

## ترشيحه لرئاسة جمهورية العراق
رشح الاتحاد الوطني الكردستاني ملا بختيار لمنصب رئاسة جمهورية العراق.

## مؤلفاته
- ثورة كردستان ومتغيرات العصر.[1]
- كتاب التمرد على التاريخ.
- حزمة مواضيع مختارة.
- الديمقراطية بين الحداثة وما بعد الحداثة.
- الديمقراطية بعد الحرب الباردة.
- في خدمة الأدب.
- حرية العقل والمجتمع المدني
- الخبير في كوردولوجي، روسيا والأكراد.
- الديمقراطية وأعداءها.

وشغل منصب رئيس تحرير مجلة المدنية الفصلية ورئيس تحرير الصحيفة الأسبوعية.

## وصلات خارجية
ملا بختيار صفحة ملا بختيار على الفيس بوك